# Olevik

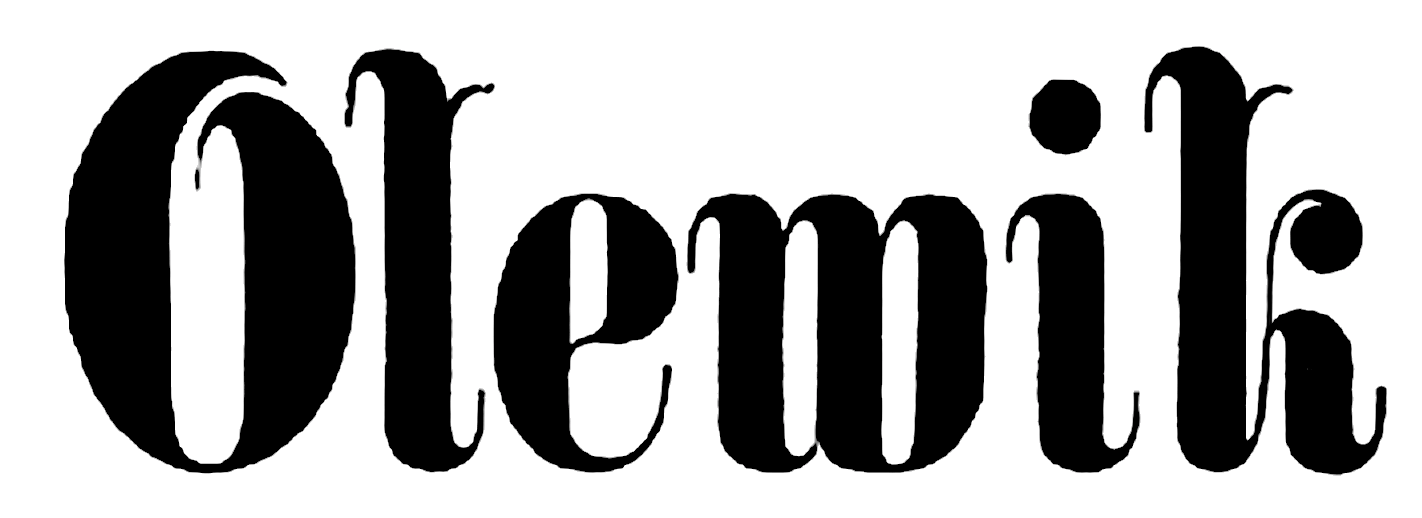
Kopf der estnischen Zeitung 'Olewig'

Olevik („Gegenwart“) war eine estnische Zeitung, die von 1882 bis 1915 erschien.

## Gründung und Erscheinungsweise
Direkte Ursache für die Gründung einer neuen Zeitung war die Spaltung der nationalen Bewegung in einen konservativen und einen radikalen Flügel, die sich in den Führungskämpfen der Estnischen literarischen Gesellschaft äußerte. 1881 verließ Jakob Hurt die Gesellschaft, nachdem Carl Robert Jakobson zum Präsidenten gewählt worden war. Jakobson war seit 1878 Herausgeber der radikalen Zeitung Sakala, die dem eher konservativen Postimees von Johann Voldemar Jannsen den Rang abgelaufen hatte. In dieser Situation suchten die konservativen oder auch nur gemäßigteren Kräfte nach einer eigenen Publikationsmöglichkeit, was zur Gründung von Olevik führte.
Die erste Nummer von Olewik (damalige Orthographie) erschien am 23. Dezember 1881jul. / 4. Januar 1882greg., weswegen der erste Jahrgang das Jahr 1882 trägt, die erste Ausgabe aber infolge des damals im Russischen Reich, dessen Bestandteil Estland war, gültigen julianischen Kalenders noch in das Jahr 1881 fiel. Der Sitz der Redaktion befand sich in Tartu, erster Chefredakteur war Ado Grenzstein.
Von 1882 bis 1889 hatte die Zeitung eine literarische Beigabe, die zweimal im Monat erschien. 1883 gab es einmalig eine Humorbeilage („Oleviku naljalisa“). Ab 1904 kam die Zeitung zweimal pro Woche heraus, ab 1914 dreimal pro Woche. 1906 wurde die Zeitung auf Anordnung des Generalgouverneurs geschlossen, 1910 konnte sie wieder eröffnet werden.
Die Zeitung war auf dem höchsten Stand der Technik und brachte teilweise auch Fotos. 1895 wurde eine moderne Druckpresse von Koenig & Bauer angeschafft. Bei Ersterscheinen hatte die Zeitung im Januar 1882 700 Abonnenten, für 1887 schätzt man die Zahl der Leser auf 4000, 1898 wurden 3150 Exemplare gedruckt.

## Redaktionsmitarbeiter
Neben Ado Grenzstein, der die Zeitung bis zu seinem Fortgang aus Estland 1901 leitete, waren zahlreiche literarisch bedeutende Personen für Olevik tätig: 1884–1890 war Andres Saal in der Redaktion, 1890–1892 Juhan Liiv; Karl Eduard Sööt war 1885–1893 Buchhalter und Redaktionsassistent, kurzzeitig waren auch Georg Eduard Luiga und Peeter Speek in der Redaktion. Kustas Kotsar war ab 1898 leitender Redakteur. Nach Grenzsteins Fortgang übernahm Karl Koppel die Zeitung, seine Frau Marie Koppel war Chefredakteurin von 1900 bis 1905.

## Wirkung und Bedeutung
In den Spalten von Olevik sind zahlreiche literarische Werke zum ersten Male erschienen, beispielsweise Elisabeth Aspes Hauptwerk, die Erzählung „Ennosaare Ain“ (1888), oder die Erzählung Libahunt („Der Werwolf“, 1891–1892) von August Kitzberg, die als Vorarbeit zu seinem später berühmt gewordenen gleichnamigen Drama (1912) angesehen werden kann.
Die Bezeichnung der literarischen Gruppierung Noor-Eesti dürfte auf Grenzstein zurückgehen, der sie mehrfach in seinen Leitartikeln verwendet hatte, ebenso bekam die vergleichbare Bewegung in Finnland, Nuori Suomi, seinerzeit den Anstoß aus Olevik.
Ab dem Ende der 1880er-Jahre unterstützte Grenzstein vehement die Russifizierungspolitik und sprach sich 1891 beispielsweise auch gegen die Veranstaltung eines Liederfests aus, da das estnische Volk ja doch untergehe. Diese Haltung führt letztlich zu Grenzsteins Auswanderung. Unter seiner Nachfolgerin Marie Koppel wurde die Zeitung eine Vorkämpferin für Frauenrechte.

## Sekundärliteratur
- Anu Pallas: Ado Grenzstein päevalehte püüdmas. Lehekülg XIX sajandi lopu eesti ajakirjandusest, in: Keel ja Kirjandus 5/2018, 382–396.
- Juhan Peegel et al.: Eesti ajakirjanduse teed ja ristteed. Tartu, Tallinn 1994, S. 177–195.
- Friedebert Tuglas: Ado Grenzsteini lahkumine. Päätükid meie ajakirjanduse ja tsensuuri ajaloost. Tartu: Noor-Eesti kirjastus 1926. 229 S.